# La Honda
La Honda est une census-designated place située dans le comté de San Mateo, dans l’État de Californie, aux États-Unis. En 2010, la ville comptait 928 habitants. Elle se trouve dans le côté face à la mer des Monts Santa Cruz, entre la vallée de Santa Clara et la côte centrale de Californie. La ville est traversée par la Route 84 (appelée La Honda Road localement).

## Démographie
| 2000  | 2010 | - | - | - | - |
| ----- | ---- | - | - | - | - |
| 1 101 | 928  | - | - | - | - |

## Lieux et monuments
- Apple Jack's

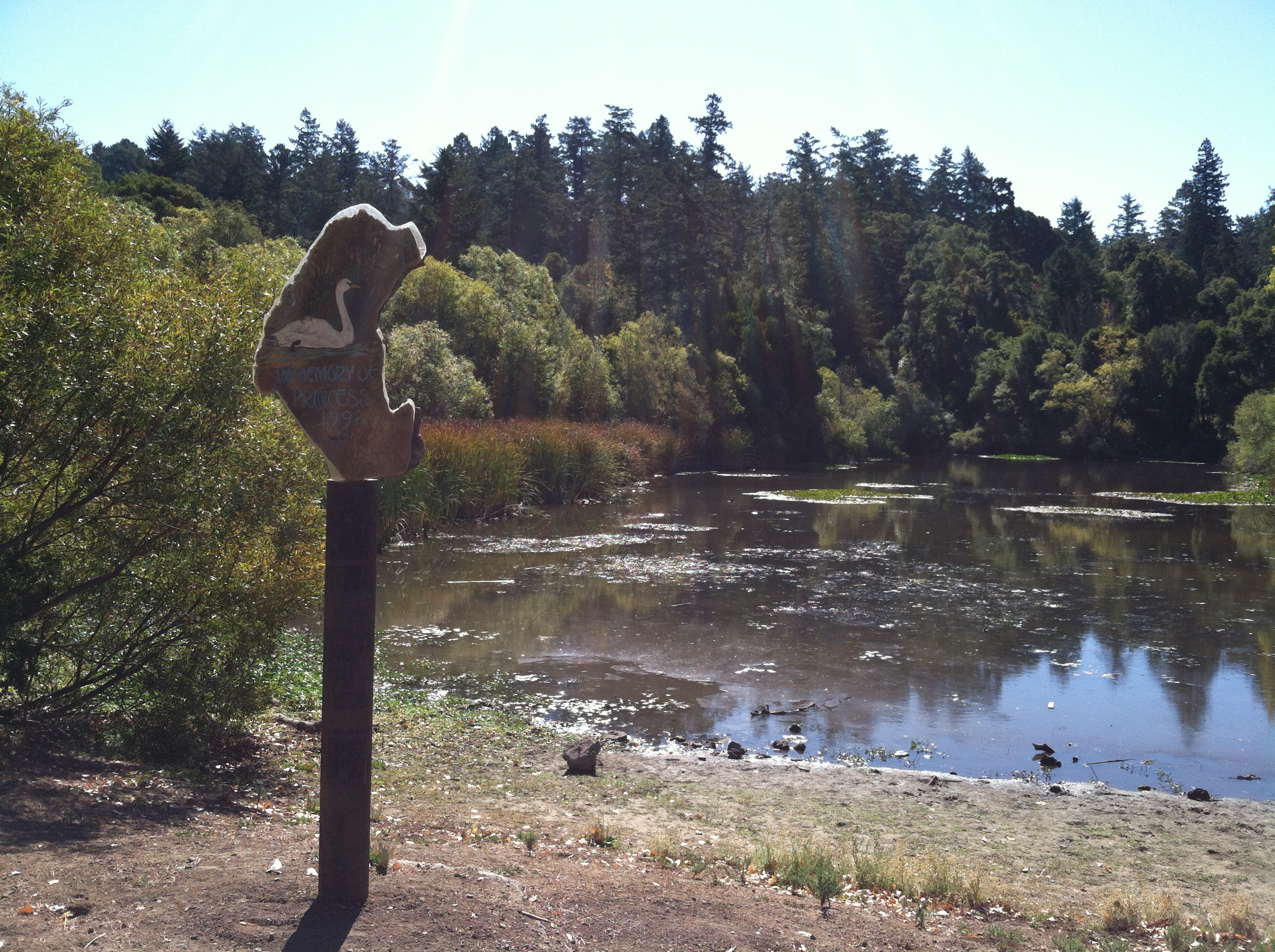
Reflection Lake
- Our Lady of Refuge (église catholique)
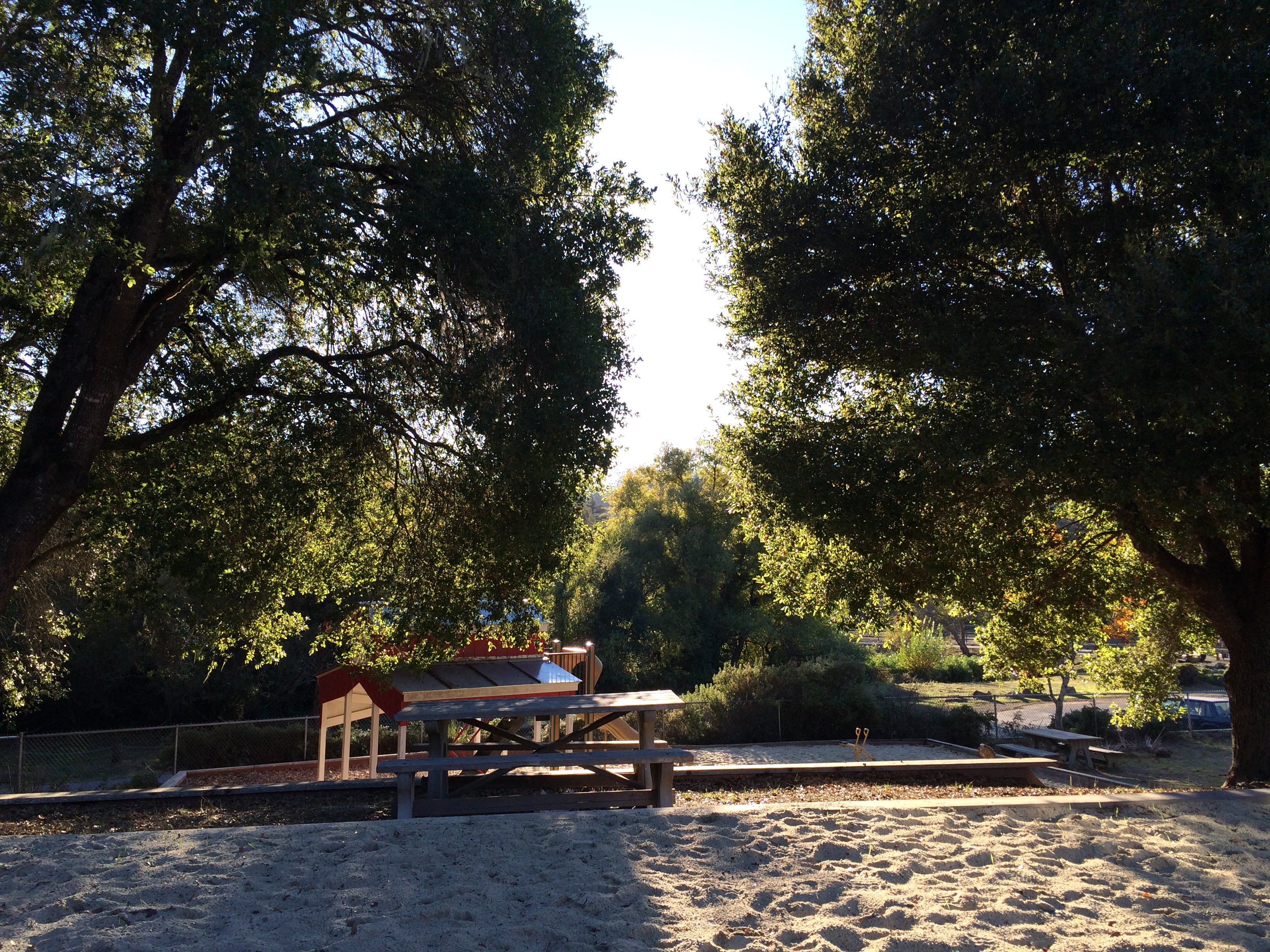
La Honda Country Market
- La Honda Gardens
- La Honda Store State Historic Landmark
- La Honda Fire Brigade
- La Honda Playground
- La Honda Pool
- Play Bowl
- La Honda Winery
- Water District Trail
- Roquena Trail
- Scenic Drive

- Reflection Lake
- La Honda Playground

## Personnalités liées à La Honda
- Hells Angels
- Allen Ginsberg
- Reed Hastings
- Brigitte Jordan (1937-2016), anthropologue, y est morte.
- Ken Kesey
- Merry Pranksters
- Hunter S. Thompson
- Paul Vixie
- Neil Young
- Pegi Young

## Sources
- (en) Cet article est partiellement ou en totalité issu de l’article de Wikipédia en anglais intitulé « La Honda, California » (voir la liste des auteurs).

- (oc) Cet article est partiellement ou en totalité issu de l’article de Wikipédia en occitan intitulé « La Honda (Califòrnia) » (voir la liste des auteurs).

1. ↑  « Census of Population and Housing », Census.gov (consulté le 4 juin 2015)
2. ↑  « Statistiques des États-Unis - Californie - Profils des communautés de 2010 » (consulté en novembre 2020)